# 布尔戈德奥斯马-休达德奥斯马
布尔戈德奥斯马-休达德奥斯马，是西班牙卡斯蒂利亚-莱昂索里亚省的一个市镇。总面积289平方公里，总人口4877人（2001年），人口密度17人/平方公里。